# Alois Albrecht

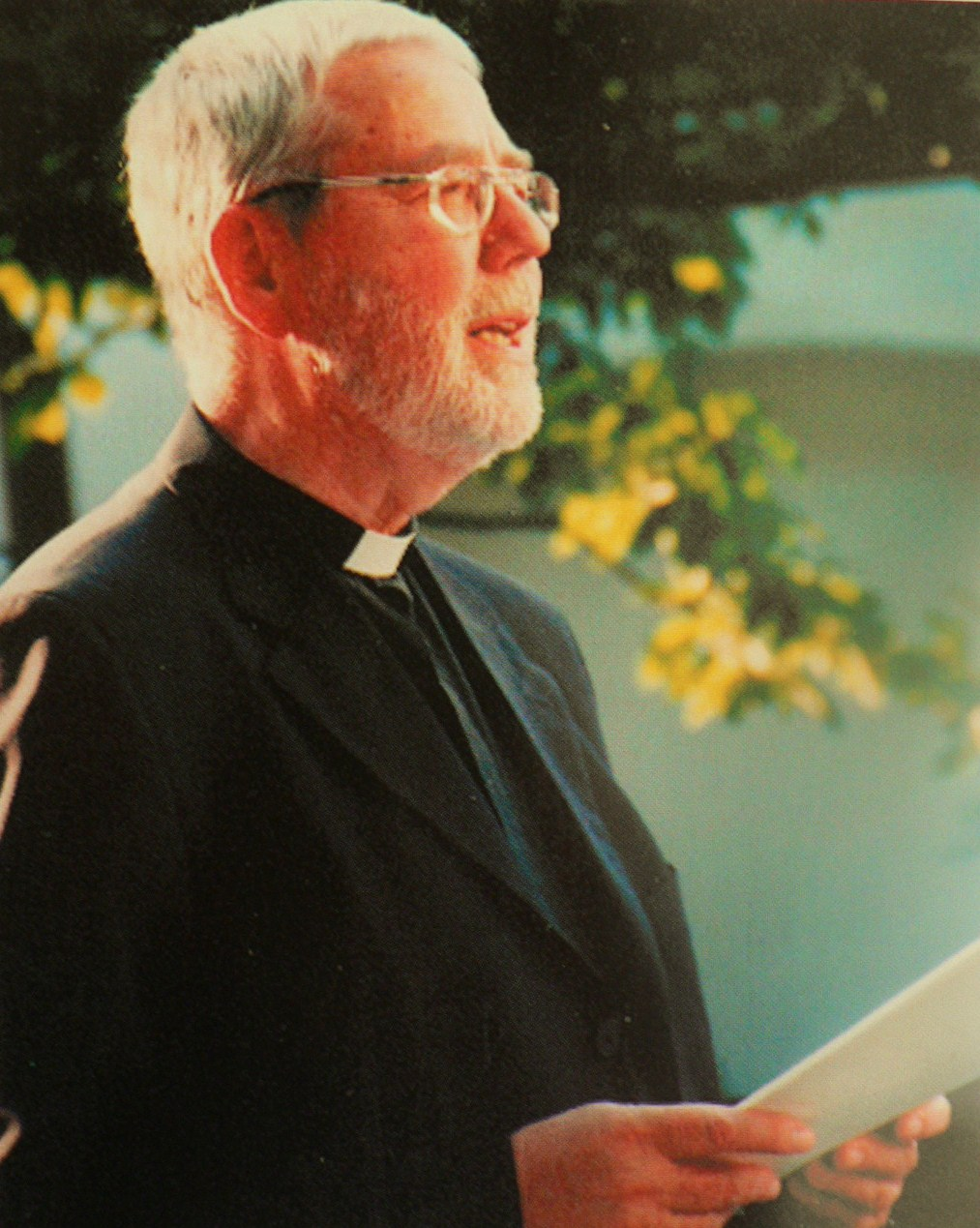
Alois Albrecht, 2006

Alois Lorenz Albrecht (* 16. März 1936 in Backnang; † 21. November 2022 in Bamberg) war ein deutscher, römisch-katholischer Priester, Generalvikar des Erzbistums Bamberg und Liedtexter.

## Leben
Alois Albrecht wurde in Backnang geboren, wuchs in Bayreuth auf und legte sein Abitur am Neuen Gymnasium Bamberg, als Seminarist des erzbischöflichen Internats Ottonianum in Bamberg ab. Nach dem Studium der katholischen Theologie und Philosophie von 1956 bis 1962 an der Philosophisch-theologischen Hochschule in Bamberg, empfing Albrecht am 19. März 1962 durch Josef Schneider das Sakrament der Priesterweihe und war zunächst Kaplan in Höchstadt an der Aisch und später in Nürnberg.
Von 1965 bis 1972 war er Diözesanjugendseelsorger im Erzbistum Bamberg, danach Pfarrer in St. Gangolf (1973–1983) und St. Martin (1983–1987) in Bamberg sowie Dekan des Dekanates Bamberg (1981–1987). Im Januar 1987 wurde er Domkapitular und stellvertretender Generalvikar, im Juli 1990 Generalvikar des Erzbistums Bamberg. Ebenso stand er der Hauptabteilung Öffentlichkeitsarbeit vor. Papst Johannes Paul II. verlieh ihm am 27. Juli 1991 den Titel Päpstlicher Ehrenprälat und am 16. August 2000 den Titel Apostolischer Protonotar. Zum 31. März 2006 nahm Erzbischof Ludwig Schick Albrechts Rücktritt vom Amt des Generalvikars an, nachdem dieser sein 70. Lebensjahr vollendet hatte.
Alois „Ali“ Albrecht starb am 21. November 2022 im Alter von 86 in Bamberg nach kurzer, schwerer Krankheit. Das Totengebet für Alois Albrecht wurde am 24. November 2022 im Dom zu Bamberg gehalten. Das Pontifikalrequiem im Bamberger Dom und die Beisetzung auf dem Kapitelsfriedhof am 30. November 2022 leitete Diözesanadministrator Weihbischof Herwig Gössl. Hierzu waren auch Vertreter der Metropolregion, der Bistümer Eichstätt, Speyer und Würzburg sowie der Partnerdiözese Erzbistum Stettin-Cammin anwesend.

## Wirken als Liedtexter
Alois Albrecht gehört zu den Pionieren des Neuen Geistlichen Liedes in Deutschland. Die Tradition neuer deutschsprachiger Lieder im Erzbistum Bamberg ist eng verbunden mit der Liturgischen Bewegung und der Liturgischen Erneuerung des Zweiten Vatikanischen Konzils. Die ersten Texte Albrechts entstanden in den 1970er-Jahren, inspiriert durch die Begegnung mit dem Musiker und Komponisten Peter Janssens und dem Pfarrer und Textdichter Josef Metternich, dem damaligen Geistlichen Beirat der Katholischen Jungen Gemeinde (KJG) auf Bundesebene.
1970 initiierte Albrecht in seiner Funktion als Diözesanjugendseelsorger eine Jugendsynode auf Burg Feuerstein zur Vorbereitung der Würzburger Synode der deutschen Bistümer. Für das KJG-Bundestreffen in Fulda 1972 schrieb er die Texte für zwei pfingstliche Gottesdienste (Wir haben einen Traum und Unser Leben sei ein Fest) sowie eine Fassung für den Kanon (Hochgebet), die von Peter Janssens als Beatmesse vertont wurden.
In der Folge arbeitete er mit verschiedenen Komponisten zusammen und verfasste auch Libretti für geistliche Singspiele, darunter ein Oratorium über Maria Ward (1985). Seine Hauptschaffensphase neuer geistlicher Lieder liegt zwischen 1970 und 1985. Die Werke Albrechts prägen seit ihrer Entstehung Generationen Jugendlicher.
Neben seinen Schöpfungen im Bereich neuer geistlicher Lieder hat sich Alois Albrecht durch textliche Neufassungen, neue Dichtungen sowie Hymnen für die Tagzeitenliturgie der Bamberger Eigenfeste im katholischen Gesangbuch Gotteslob verdient gemacht. Seine Gesänge wurden in Liederbücher wie das Cantate oder das Gotteslob aufgenommen.

## Werke (Auswahl)

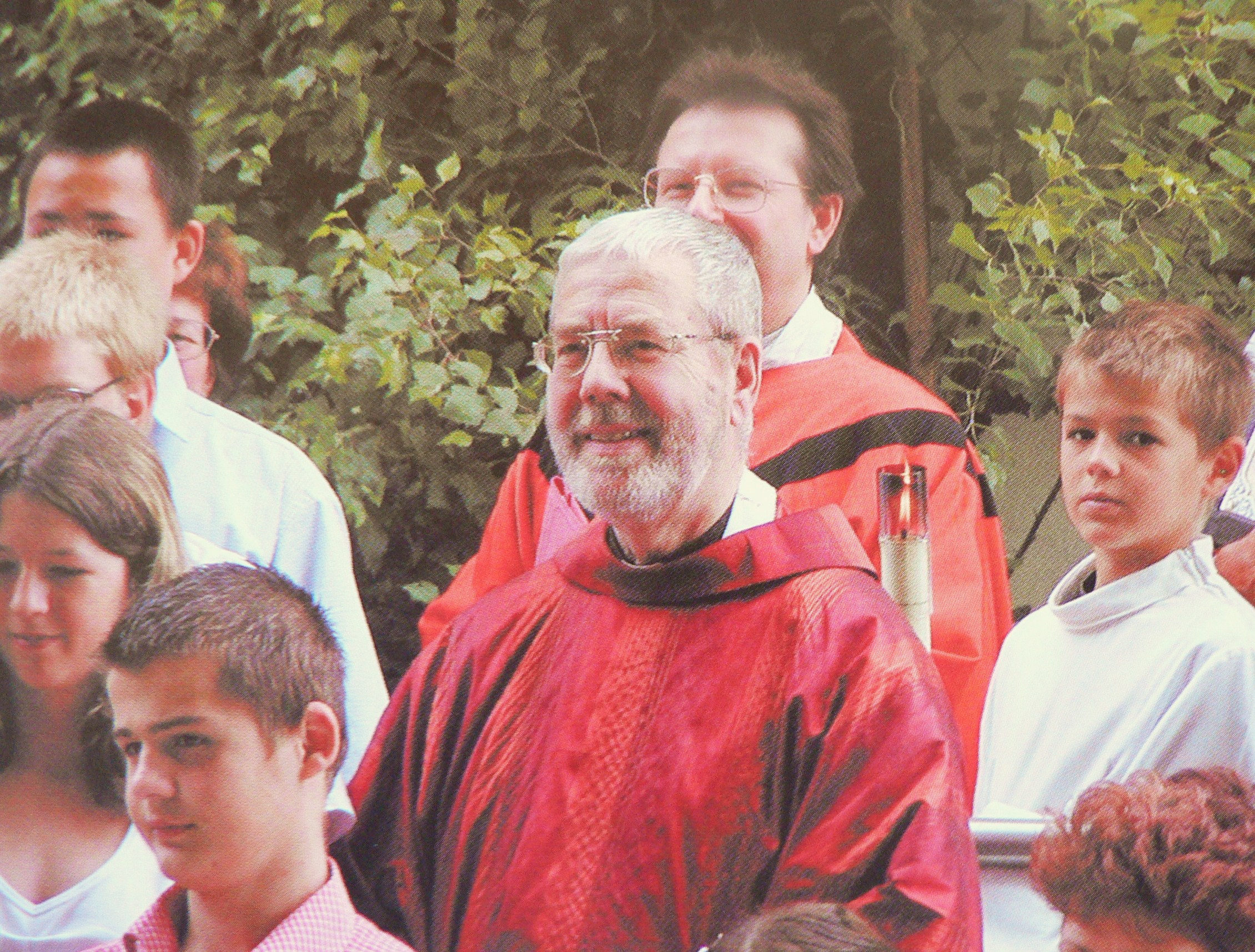
Alois Albrecht bei einer Firmung 2003

### Bücher und Schriften
- Handbuch für Pfarrjugendleiter. Landesstelle für die kath. Jugend. München 1970.
- Gottesdienst für junge Menschen – Gottesdienst in neuer Gestalt. Steinkopf. Stuttgart 1972.
- Neu werden aus seinem Wort. Verlag Katholisches Bibelwerk. Stuttgart 1976.
- Nicht vom Brot allein. Gedanken zu den Sonntagen und Festen im Kirchenjahr. Bergmoser + Höller Verlag. Aachen 1978.
- Heinrich und Kunigunda. Deutungsversuche für unsere Zeit. St. Otto Verlag. Bamberg 1978.
- Wir ist mehr als ich plus du. Rba. Stuttgart 1984.
- Der heilige Otto, Bischof von Bamberg und Apostel der Pommern. St. Otto Verlag. Bamberg 1989.
- Glaube in Licht und Farbe. Worte – Wege – Träume im Bamberger Dom Heinrichsverlag. Bamberg 2008.
- Geistliche Lieder und Singspiele für die Jugend in der Kirche Band I: Unser Leben sei ein Fest, Band II: Kleines Senfkorn Hoffnung. Bamberg 2011.[4]
- Der Bamberger Dom – Ein Fest des Glaubens. Bamberg 2011, ISBN 978-3-931432-25-6.
- Otto, der Heilige. Bamberg 2014, ISBN 978-3-00-047959-5.
- Herr, baue deine Kirche und fange bei mir an. Bamberg 2017, Bd. 1: Erster Teil 1987 bis 2001, ISBN 978-3-00-056278-5, Bd. 2: Zweiter Teil 2002 bis 2006, ISBN 978-3-00-056279-2.
- Missionskreis Ayopaya Bolivien. Chronik eines 50-jährigen Engagements. Fruhauf, Bamberg 2018, ISBN 978-3-00-059066-5.
- Ich möchte sprechen können wie die Rose : Texte aus den letzten Jahren (2015–2021). Archiv Druck und Verlag, Bamberg 2022, ISBN 978-3-00-071797-0.
- Kirche heute : Weck die tote Christenheit... Lesebuch für Gott- und Kirchensucher. Bamberg 2024, ISBN 978-3-00-077631-1.

### Liedtexte und Libretti

#### Geistliche Liedtexte
- Am Fest der heilgen Kaiserin, 1980, Melodie: Franz Deinlein 1991. In: Gotteslob 1975, Regionalteil des Erzbistums Bamberg Nr. 981.
- Das Wort, das unerschaffen ist, 1980, Melodie: Hugo Scholter o. J. In: Gotteslob 1975, Regionalteil des Erzbistums Bamberg Nr. 980.
- Das Wort aus Gott, vor Ewigkeit, 1980, Melodie: Hugo Scholter o. J. In: Gotteslob 1975, Regionalteil des Erzbistums Bamberg Nr. 985 und Gotteslob 2013, Nr. 913.
- Gegrüßet seid ihr vierzehn Zeugen, 1980, Melodie: Hugo Scholter 1992. In: Gotteslob 1975, Regionalteil des Erzbistums Bamberg Nr. 988.
- Gelobet seist du Herr! 1980, Melodie: Werner Pees 1992. In: Gotteslob 1975, Regionalteil des Erzbistums Bamberg Nr. 984.
- Gelobt sei Jesus Christus, 1975 Textneufassung, Melodie: Hildesheim 1736. In: Gotteslob (1975) Regionalteil des Erzbistums Bamberg Nr. 880 und Gotteslob 2013, Nr. 808.
- Gepriesen bist du, herrlicher Gott, für Bernhard, den seligen Priester. Vertonung: Ludger Stühlmeyer, 2012. In: Ludger Stühlmeyer, Gerechter unter den Völkern. Vesper zu Ehren des seligen Bernhard Lichtenberg. Mit einer Biografie und Zitaten. Geleitwort von Nuntius Eterovic. Verlag Sankt Michaelsbund, München 2017, ISBN 978-3-943135-90-9.
- Gepriesen bist du, herrlicher Gott, für Heinrich, dem heiligen Herrscher, 1980, Melodie: Hugo Scholter 1980. In: Gotteslob 1975, Regionalteil des Erzbistums Bamberg Nr. 978 und Gotteslob 2013, Nr. 910.
- Gott, dir sei gesungen, 1980, Melodie: Werner Pees 1992. In: Gotteslob 1975, Regionalteil des Erzbistums Bamberg Nr. 979.
- Großes tut Gott, singt ihm Lob!, 1980, Melodie: Werner Pees 1992. In: Gotteslob 1975, Regionalteil des Erzbistums Bamberg Nr. 983 und Gotteslob 2013, Nr. 911, Melodie: Joseph Anton Saladin 1972.
- Hoch klingen die Lieder, 1990, Melodie: Joseph Kreitmaier 1915. In: Gotteslob 1975, Regionalteil des Erzbistums Bamberg Nr. 975 und Gotteslob 2013, Nr. 899.
- Jesus, wer innig an dich denkt, Textübertragung nach dem lat. Hymnus Jesu dulcis memoria. Vertonung: Ludger Stühlmeyer, 2012. In: Ludger Stühlmeyer, Gerechter unter den Völkern. Vesper zu Ehren des seligen Bernhard Lichtenberg. Mit einer Biografie und Zitaten. Geleitwort von Nuntius Eterovic. Verlag Sankt Michaelsbund, München 2017, ISBN 978-3-943135-90-9.
- Kommt her, ihr Wesen, die Gott schuf, 1990 Textneufassung, Melodie: Georg Seidenbusch 1687. In: Gotteslob 1975, Regionalteil des Erzbistums Bamberg Nr. 966 und Gotteslob 2013, Nr. 876.
- Komm, Herr, komm, du bist Gott, 1980, Melodie: Franz Deinlein 1992. In: Gotteslob 1975, Regionalteil des Erzbistums Bamberg Nr. 987.
- Kommt und lasst uns singen 1990, Melodie: Joseph Kreitmaier 1915. In: Gotteslob 1975, Regionalteil des Erzbistums Bamberg Nr. 974 und Gotteslob 2013, Nr. 898.
- Kommt herbei, die ihr im Himmel, 1990 Textneufassung, Melodie: Bamberg 1732. In: Gotteslob 1975, Regionalteil des Erzbistums Bamberg Nr. 968.
- Laß dich rühmen, ewiger Gott, 1980, Melodie: Werner Pees 1992. In: Gotteslob 1975, Regionalteil des Erzbistums Bamberg Nr. 986.
- O heiligster der Namen all, 1990 Neufassung, Melodie: Seraphischer Lustgarten 1600. In: Gotteslob 1975, Regionalteil des Erzbistums Bamberg Nr. 971 und Gotteslob 2013, Nr. 806.

#### Neue Geistliche Lieder
- Andere Lieder wollen wir singen. Vertonung: Peter Janssens.
- Brot gegen den Tod. Vertonung: Peter Janssens.
- Dem Himmel entgegen – Ein Haus für Gott gebaut. Vertonung: Florian Donabauer. Mottolied zum Bamberger Domjubiläum 2012.
- Du hast keine Hände, Herr, nimm die meinen. Vertonungen: Peter Janssens, Ludger Stühlmeyer. In: Gotteslob 1975, Regionalteil des Erzbistums Bamberg Nr. 992.
- Die Sache Jesu braucht Begeisterte. Vertonung: Peter Janssens.
- Eines Tages kam einer. Vertonung: Peter Janssens. In: Gotteslob 1975, Regionalteil des Erzbistums Bamberg Nr. 972 und Gotteslob 2013, Nr. 805.
- Freut euch und tanzt. Vertonung: Peter Janssens.
- Herr erbarme dich. Vertonung: Peter Janssens.
- Ich und Du suchen einander. Vertonung: Peter Janssens.
- Jeden Morgen. Vertonung: Peter Janssens.
- Jetzt ist die Zeit, jetzt ist die Stunde. Vertonung: Ludger Edelkötter. In: Gotteslob 1975, Regionalteil des Erzbistums Bamberg Nr. 993 und Gotteslob 2013, Nr. 862.
- Kleines Senfkorn Hoffnung. Vertonung: Ludger Edelkötter. Gotteslob 1975, Regionalteil des Erzbistums Bamberg Nr. 931 und Gotteslob 2013, Nr. 856.
- Manchmal feiern wir mitten am Tag. Vertonung: Peter Janssens, In: Gotteslob 2013, Nr. 472.
- Mehr als unsere Sprache sagen kann. Vertonung: Peter Janssens.
- Partnerschaftslied für den Senegal. Vertonung: Barbara Großmann.
- Unsere Hoffnung bezwingt die schwarze Angst. Vertonungen: Hans Florenz und Ludger Stühlmeyer.
- Unser Leben sei ein Fest. Vertonung: Peter Janssens. Gotteslob 1975, Regionalteil des Erzbistums Bamberg Nr. 929, In: Gotteslob 1975, Eigenteil Österreich, Nr. 859
- Wes Geistes Kind seid ihr. Vertonung: Peter Janssens. In: Gotteslob 1975, Regionalteil des Erzbistums Bamberg Nr. 991 und Gotteslob 2013, Nr. 858.
- Wir haben einen Traum. Vertonung: Peter Janssens.
- Wir werden leben, überleben. Vertonung: Christoph Lehmann.

#### Geistliche Texte und Tagzeitenliturgie
- Vesper zum 1000-jährigen Bistumsjubiläum. Vertonung: Wolfram Buchenberg 2007. Ausgabe A) Partitur für Chor und Instrumente, Ausgabe B) Liedheft für den Gemeindegesang, Amt für Kirchenmusik Bamberg 2007.
- Lobpreis zu Bernhard Lichtenberg. In: Barbara Stühlmeyer, Ludger Stühlmeyer, Bernhard Lichtenberg. Ich werde meinem Gewissen folgen. Topos plus Verlagsgemeinschaft Kevelaer 2013, ISBN 978-3-8367-0835-7.
- Lobpreis des Dreifaltigen Gottes. In: Gotteslob 2013, Nr. 674;
- Gebete/Andachten. In: Gotteslob 2013, Nr. 675,1; 675,2; 675,3; 675,6; 675,7; 675,8; 675,9; 676,1; 676,2; 680,9; 682.
- Österlicher Lobpreis („Mein Exsultet“), gemeinsam mit Ludger Stühlmeyer (Vertonung), Bamberg 2022. Uraufführung: St.-Elisabeth-Kirche Bamberg, Osternacht 2023.[5][6]

#### Geistliche Spiele und Musiktheater
- Ein Psalm für Heinrich II., Szenische Meditation über Kaiser Heinrich II., 1977.
- Wir ist mehr als ich plus du, Spiel um Gemeinschaft und Gemeinde, 1977.
- Gerechte Liebe, Szenische Meditation zur Kaiserin Kunigunde, 1978.
- Ich will euch Zukunft und Hoffnung geben, Szenische Gestaltung zum Abschluss des Katholikentages 1978.
- Jetzt ist die Zeit, jetzt ist die Stunde, Lieder zum Misereor Hungertuch des Nikolaus von der Flüe, Misereoraktion 1980.
- Elisabeth von Thüringen, Szenisches Spiel zum Leben der Hl. Elisabeth, 1981.
- Wähle das Leben, Texte und Szenen zu den drei Versuchungen, 1982.
- Das Testament des Franz von Assisi, Spiel zum Mattenfest der Franziskaner, Vierzehnheiligen 1983.
- Der Tag der Mary Ward, Oratorium zum 400. Geburtstag von Mary Ward, 1985.
- Hildegard von Bingen, Geistliches Spiel mit Originaltexten und Originalmusik, 1998.
- Des Papstes neue Kleider, Calderón-Spiele des E.T.A.-Hoffmann-Theaters zum Bamberger Bistumsjubiläum 2007.
- Gründungsszene des Bistums in Im Himmel hinterlegt, Calderón-Spiele des E.T.A.-Hoffmann-Theaters anlässlich des Jubiläums der Bamberger Domweihe 2012.

## Diskografie (Auswahl)
- Vor dir sind tausend Jahre wie ein Tag. 1000 Jahre Bistum Bamberg. Bamberger Domkantorei. Cavalli Records 2007.
- Dem Himmel entgegen. 1000 Jahre Bamberger Dom. Werkstatt Neues Geistliches Lied. Bamberg 2012.

## Ehrungen und Auszeichnungen
- 1991: Päpstlicher Ehrenprälat. Ernennung durch Papst Johannes Paul II.
- 1995: Verdienstorden der Bundesrepublik Deutschland (Verdienstkreuz am Bande)
- 1997: Ehrendomherr der Erzdiözese Stettin-Cammin
- 2000: Apostolischer Protonotar. Ernennung durch Papst Johannes Paul II.
- 2006: Verdienstorden der Bundesrepublik Deutschland (Verdienstkreuz 1. Klasse)